# Közlőmű

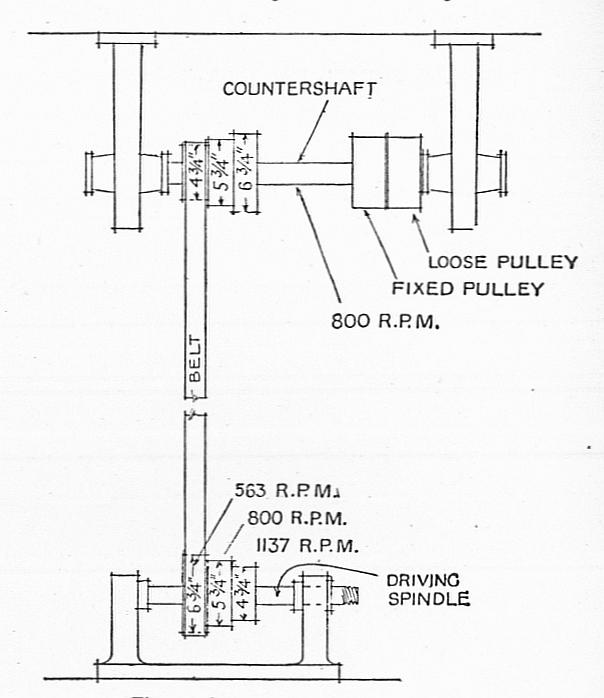
Esztergagép meghajtására szolgáló szíjtárcsa csoport

A közlőmű vagy transzmisszió a vízkerék, szélmalom és gőzgép korában a hajtó gép és a hajtott gépek közötti kapcsoltra szolgált, az erőgép munkáját módosította és osztotta el a munkagépek felé. Az ipari forradalom idején használt berendezés rendszerint a műhely mennyezetéhez közel  csapágyazott hosszú tengelyből állt, melyről az egyes munkagépeket: például szerszámgépeket, malomipari gépeket, fonógépeket és szövőgépeket lapos szíjhajtással vagy fogaskerekekkel hajtották meg. A hajtógépek fordulatszáma közel állandó volt, a munkagépek fordulatszámát pedig általában úgy lehetett megváltoztatni, hogy a gép kezelője egy villa segítségével a lapos szíjat menet közben átcsúsztatta egy másik áttételt megvalósító szíjtárcsa-párra. Ehhez úgy választották meg a szíjtárcsa-párokat, hogy az azokat összekötő lapos szíj hossza állandó lehessen. A munkagép leállítását egy olyan szíjtárcsa-párral lehetett megoldani, melyeknél az egyik nem volt a tengelyre ékelve, hanem csapágyazva volt rajta és így a közlőműtengely szabadon foroghatott alatta. 
A közlőmű tengely általában állandó keresztmetszetű rúdból állt, az egyes rövidebb szakaszokat tokos tengelykapcsolóval kötötték össze, melyeket két oldalról tengelyirányú hozzáférés nélkül lehetett szerelni, a csapágyak korábban zsírkenésű siklócsapágyak voltak, később szorítóhüvelyes gördülőcsapágyakat alkalmaztak, melyeket a szíjtárcsák közelében helyeztek el, hogy a tengelyt terhelő hajlítónyomaték minél kisebb legyen.

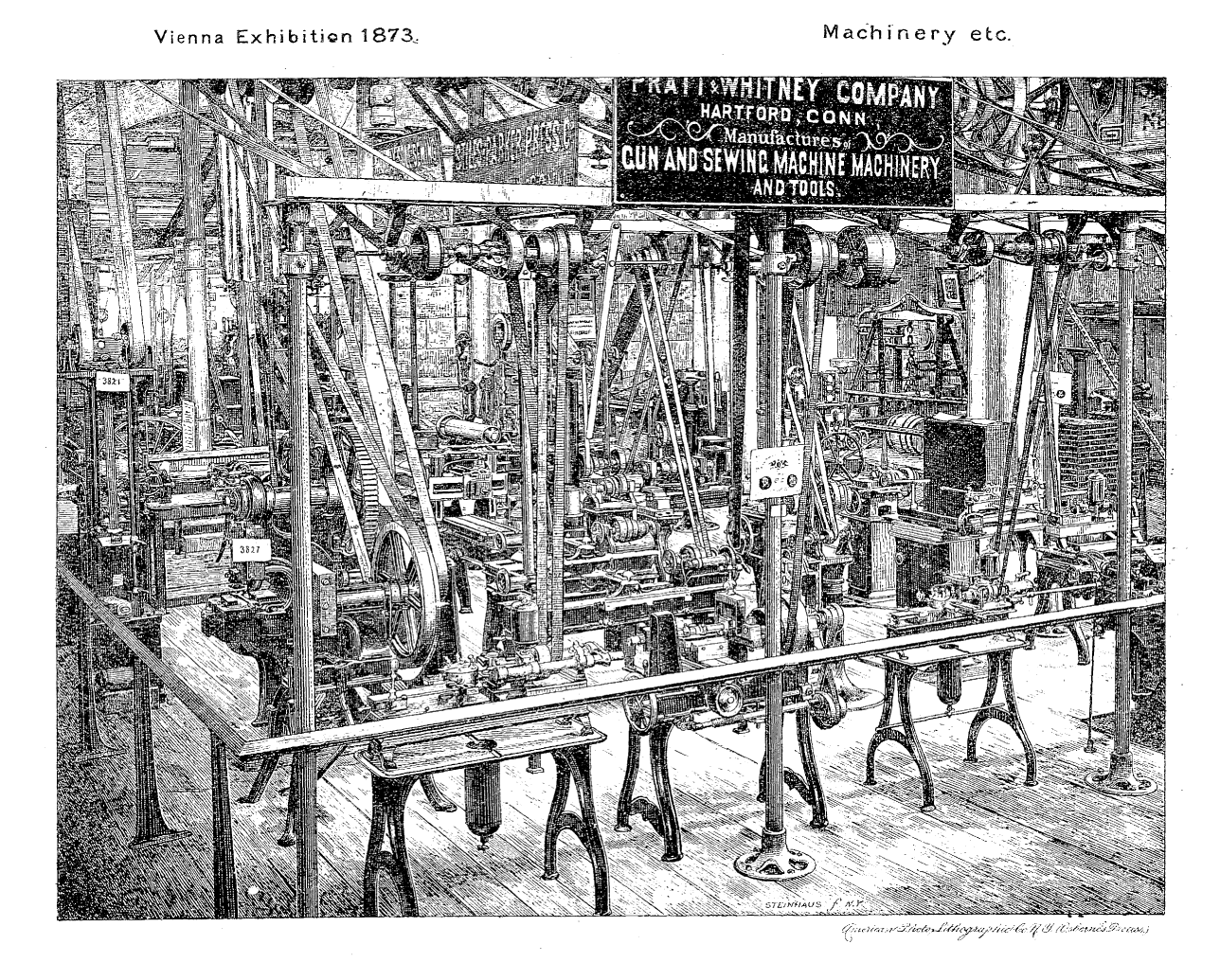
Szerszámgépek hajtása közlőművel
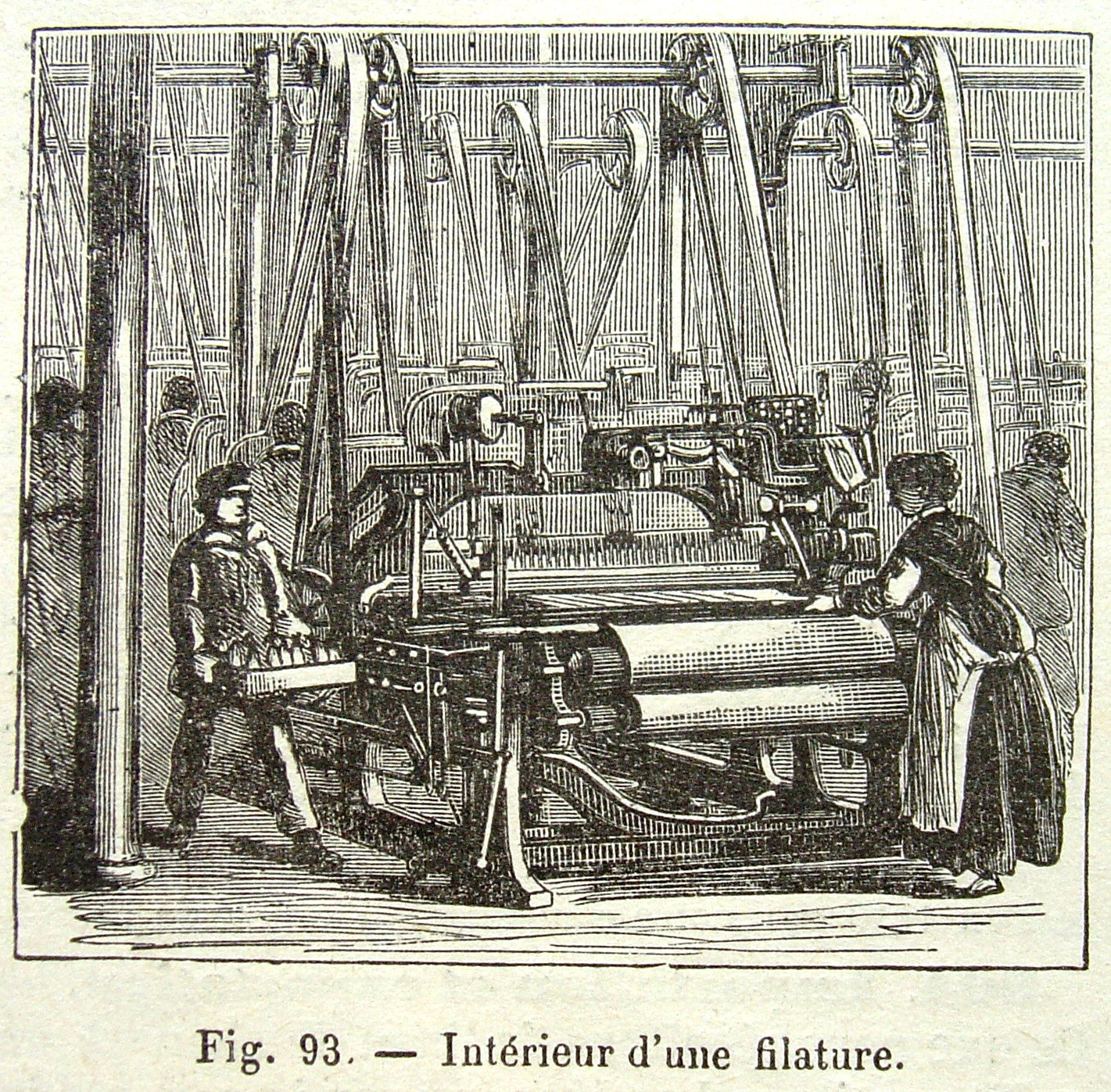
19. századi szövöde
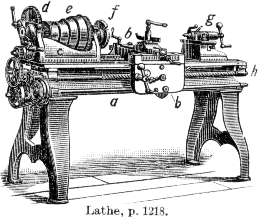
Laposszíjjal hajtott eszterga
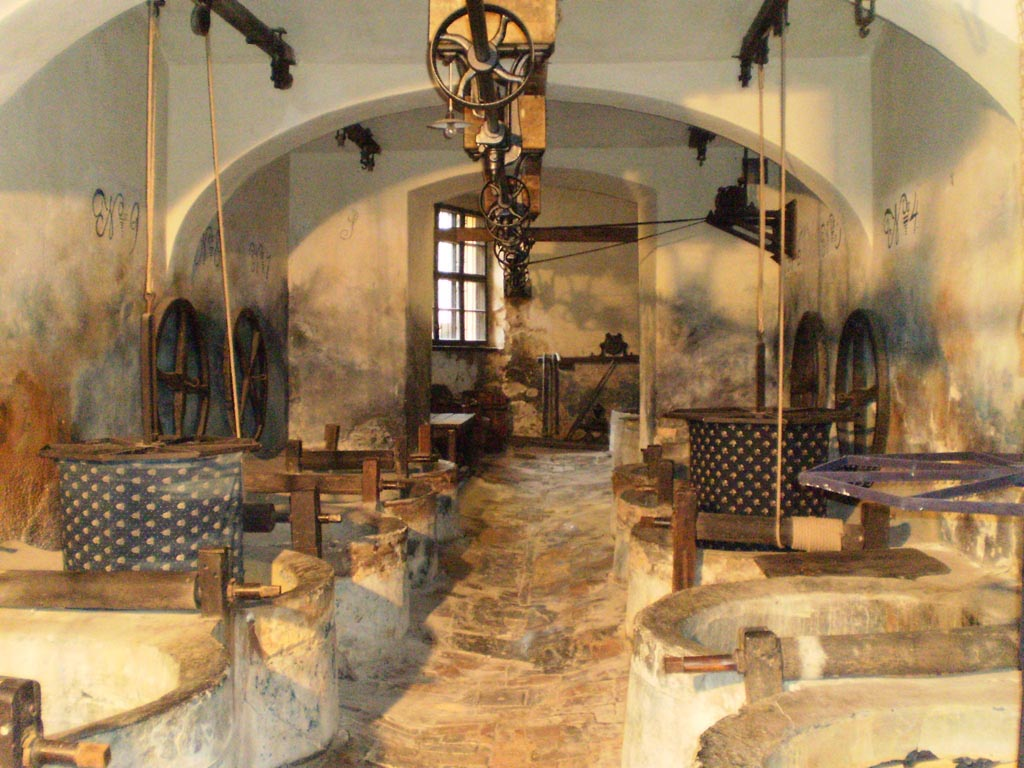
Közlőmű a pápai Kékfestő Múzeumban
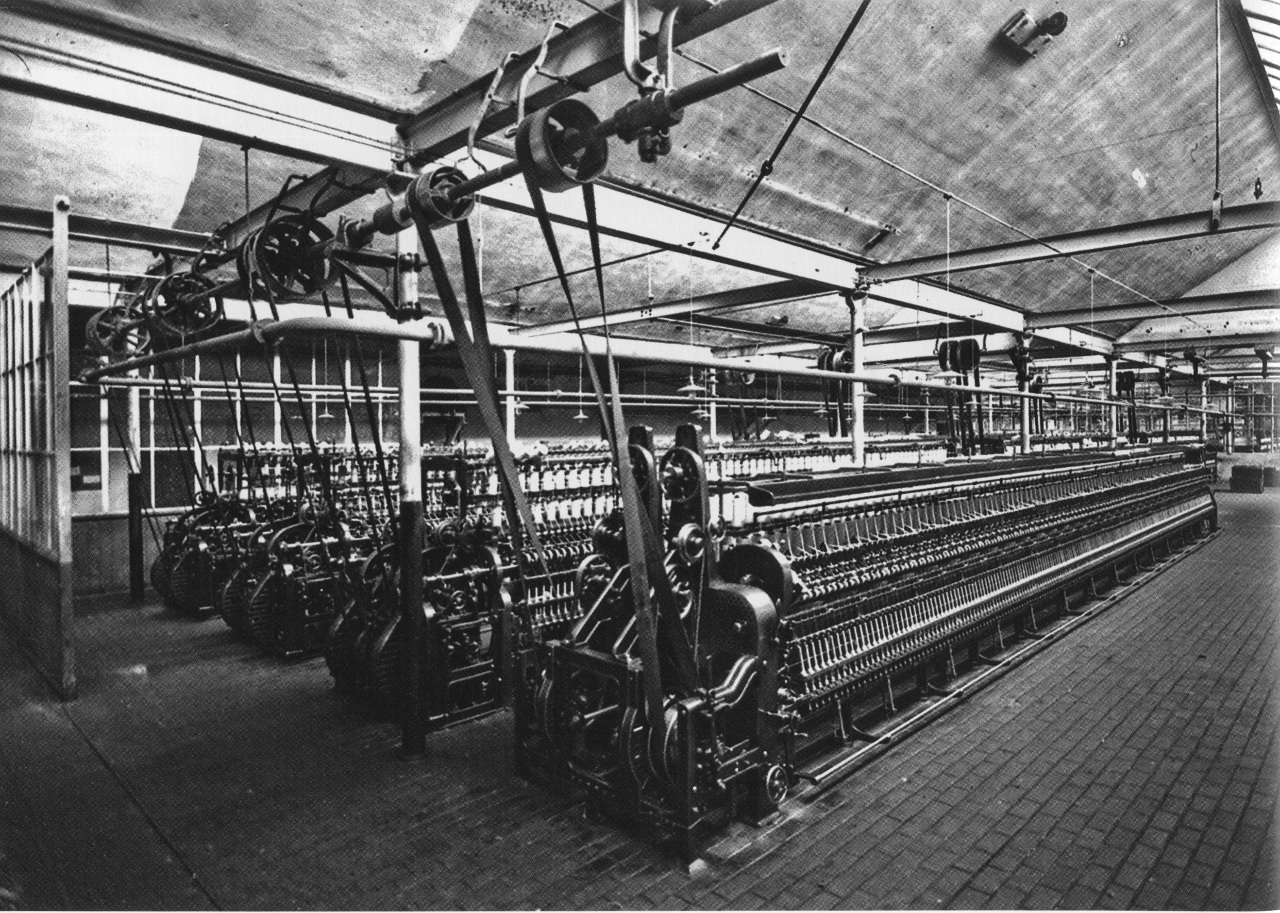
Lipcsei gyapjúfonó 1925. körül
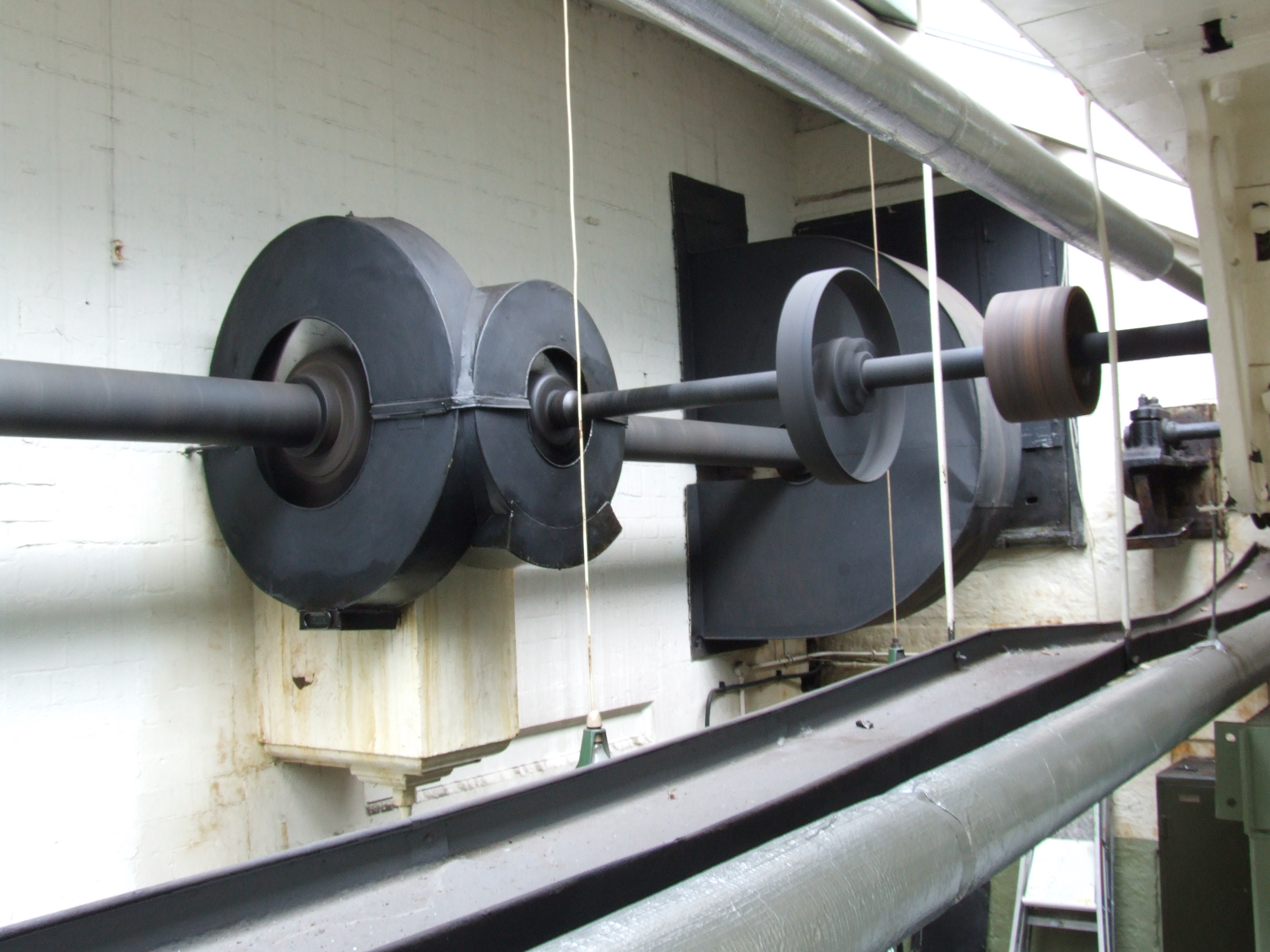
Közlömű tengely elágazása egy malomban
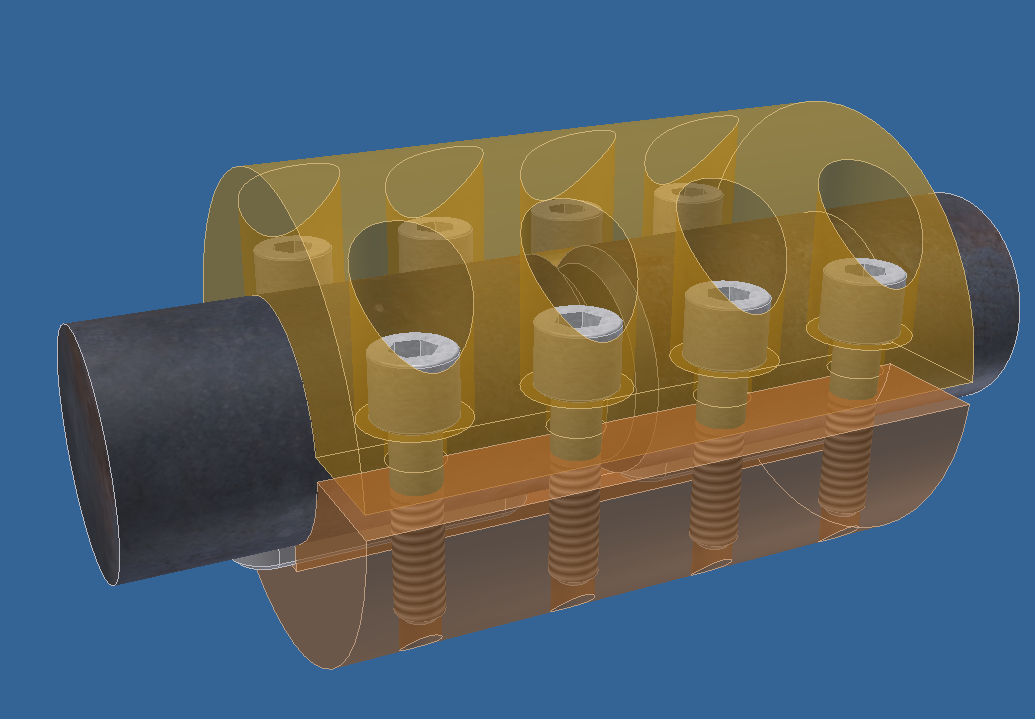
Héjas kapcsoló
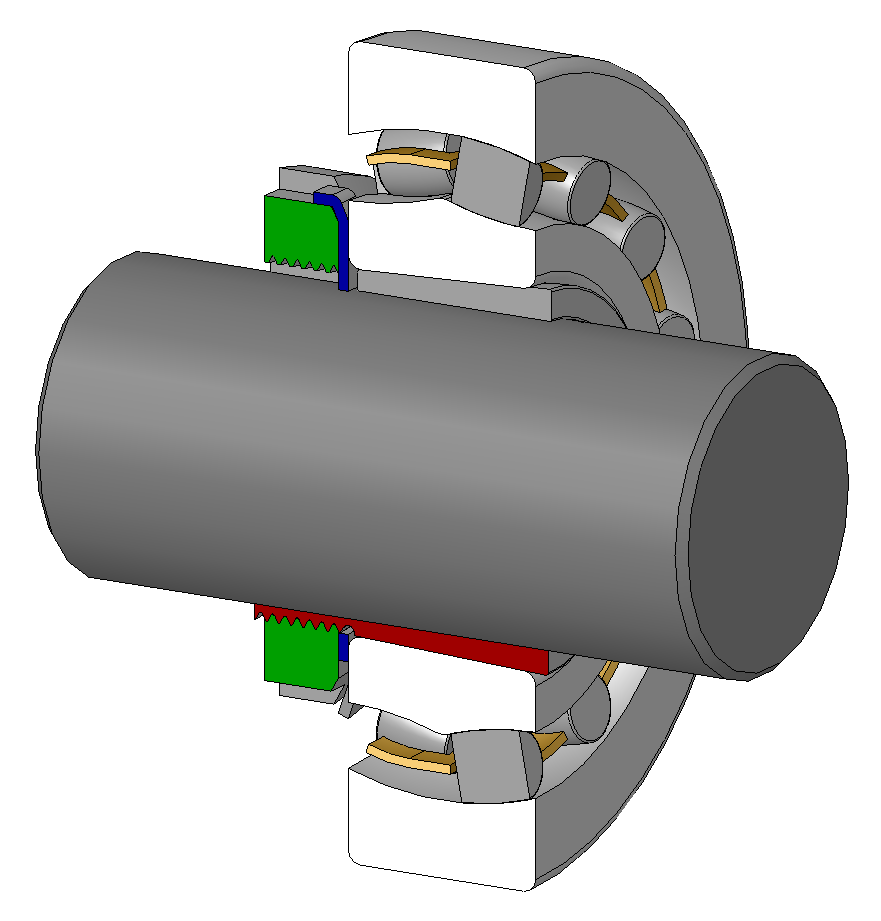
Szorítóhüvellyel szerelt beálló görgőscsapágy

A közlőmű a háromfázisú elektromos hálózat és erőátvitel elterjedésével elavulttá vált, mivel ez utóbbi olcsóbb, rugalmasabb, zajtalanabb, könnyebben vezérelhető és sokkal gazdaságosabb volt elődjénél. 